# Casal de Cambra
Casal de Cambra is een plaats en freguesia in de Portugese gemeente Sintra en telt 9865 inwoners (2001). Casal de Cambra is een zelfstandige freguesia sinds 1997. Daarvoor was het onderdeel van Belas. Sinds 12 juni 2009 bezit het de status van Vila.